# Tétange
Tétange (luxemburgska: Téiteng, tyska: Tetingen) är en ort i kommunen Frisange i kantonen Esch-sur-Alzette i Luxemburg. Tétange ligger 300 meter över havet och antalet invånare är 2 929.

## Bildgalleri

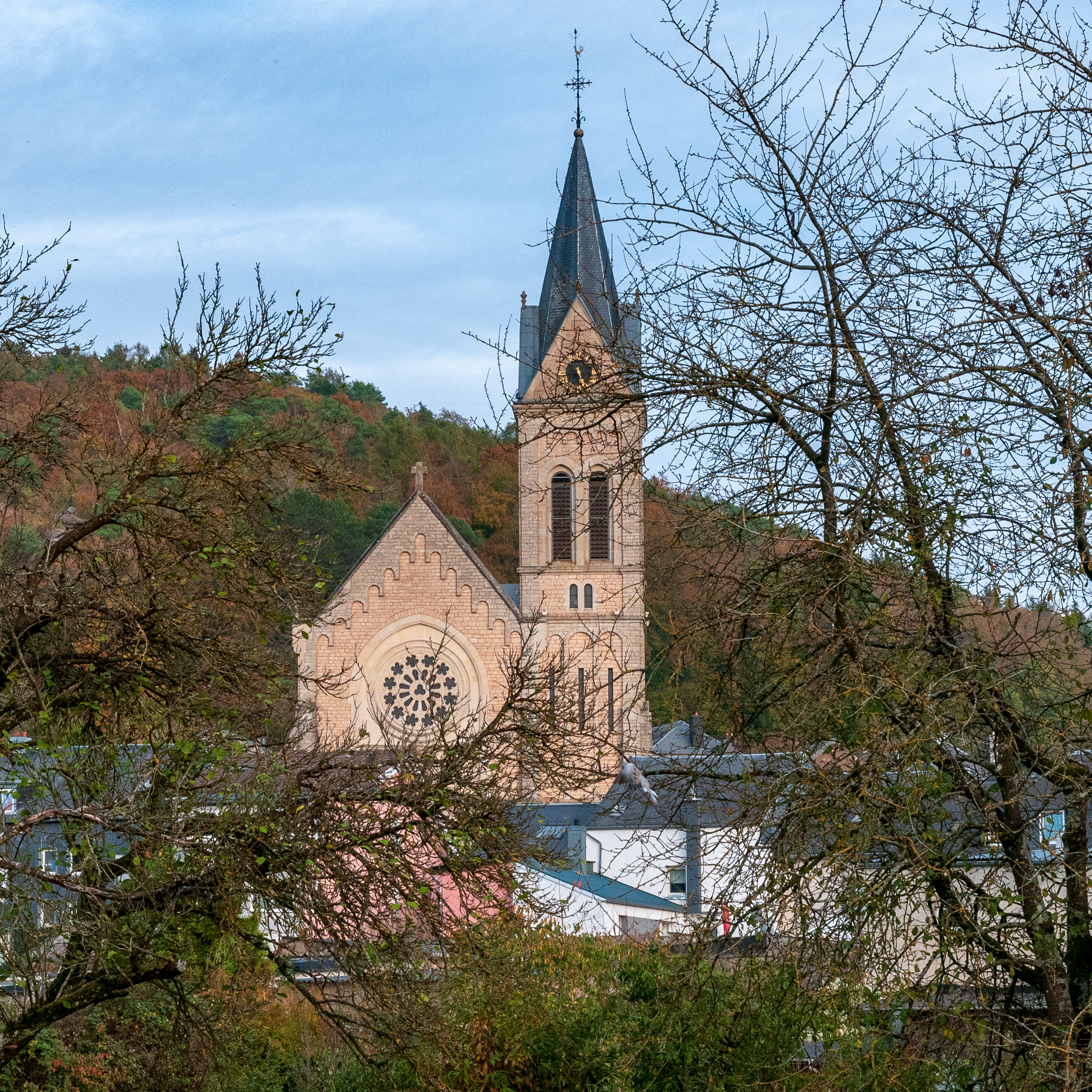
Église Saint-Joseph, Tétanges kyrka, byggd 1897
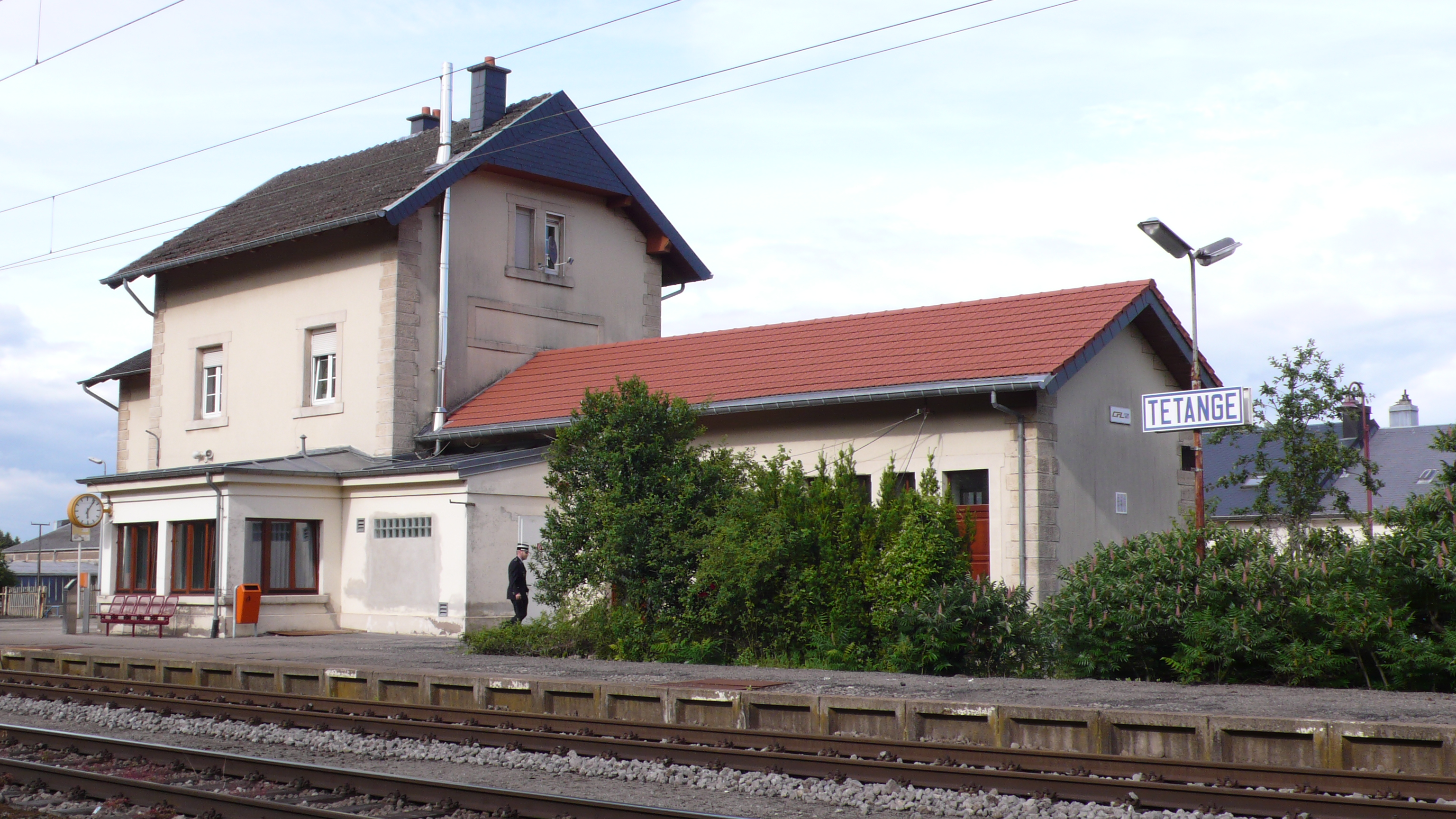
Järnvägsstationen i Tétange
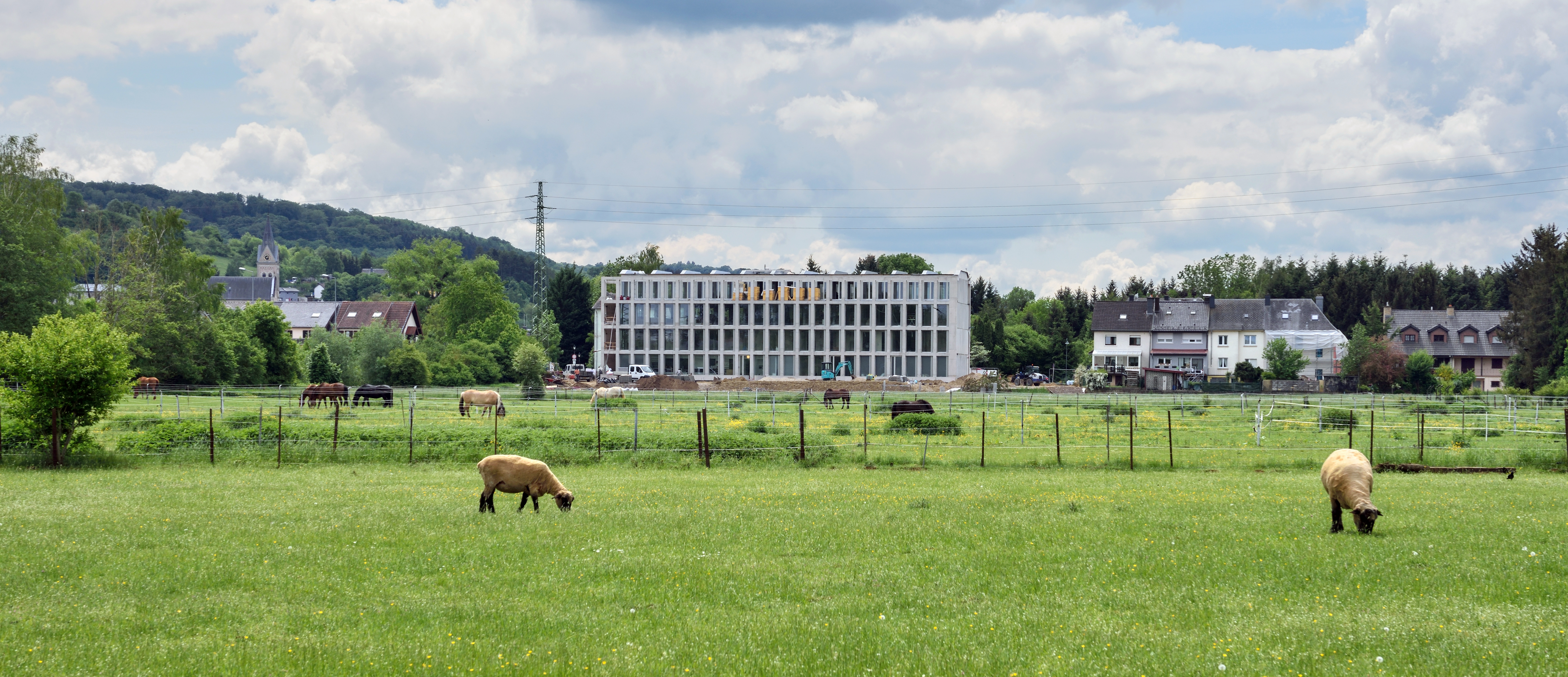
Vy från parken Querbett i Kayl mot Tétange i sydsydväst, Kyrkan i Tétanges syns i bakgrunden till vänster.
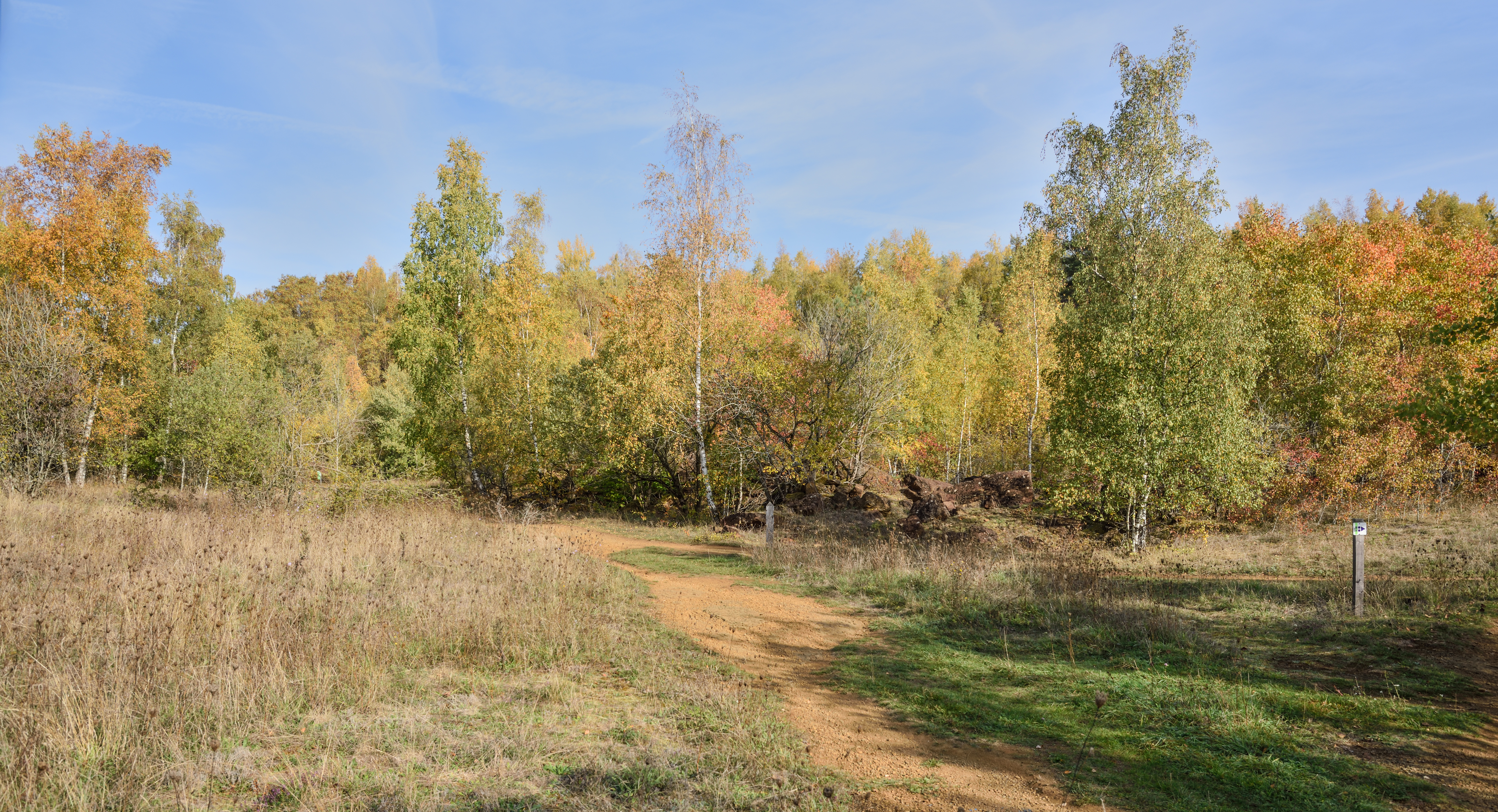
Naturreservatet Haard
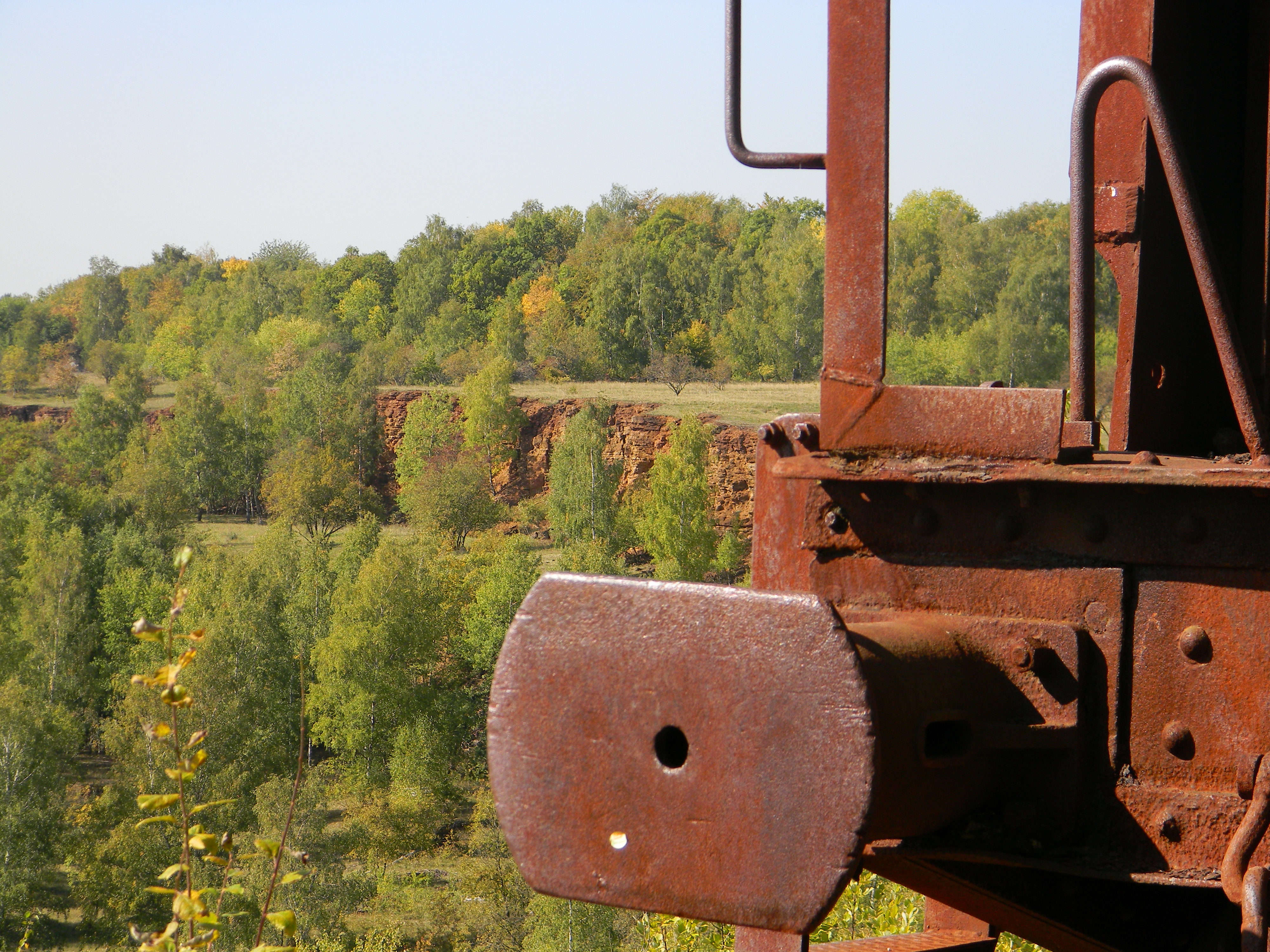
Tidigare dagbrott i Haard